# Уитлок, Харольд
Гектор Харольд Уитлок (англ. Hector Harold Whitlock; 16 декабря 1903, Хендон, Большой Лондон — 27 декабря 1985, Уилквуд, Норфолк) — британский легкоатлет (спортивная ходьба), чемпион летних Олимпийских игр 1936 года в Берлине, участник двух Олимпиад.

## Биография
Специализировался в ходьбе на 50 км. В 1931 году Уитлок стал вторым на чемпионате Британской ассоциации спортивной ходьбы (RWA), а в 1933 году победителем этого чемпионата. Всего до начала Второй мировой войны Уитлок побеждал на этих соревнованиях шесть раз. Его победы на этих чемпионатах чередовались с победами Томми Грина, но так как он был на десять лет моложе последнего, то чаша постепенно склонялась в пользу Уитлока. В 1934 году он победил на дистанции «Лондон — Брайтон», а на следующий год стал первым, кто прошёл этот маршрут быстрее чем за 8 часов.
На летних Олимпийских играх 1936 года в Берлине Уитлок стал олимпийским чемпионом, преодолев дистанцию за 4-30:41,4 с и опередив швейцарца Артура Шваба (4-32:09,2 с) и латыша Адалбертса Бубенко (4-32:42,2 с).
На летних Олимпийских играх 1952 года в Хельсинки Уитлок был знаменосцем команды Великобритании на церемонии открытия Игр. На этой Олимпиаде Уитлок занял 11-е место.

## Семья
Младший брат Харольда Рекс Уитлок также занимался спортивной ходьбой, был участником летних Олимпийских игр 1948 и 1952 годов.